# Парки та сади Маріуполя

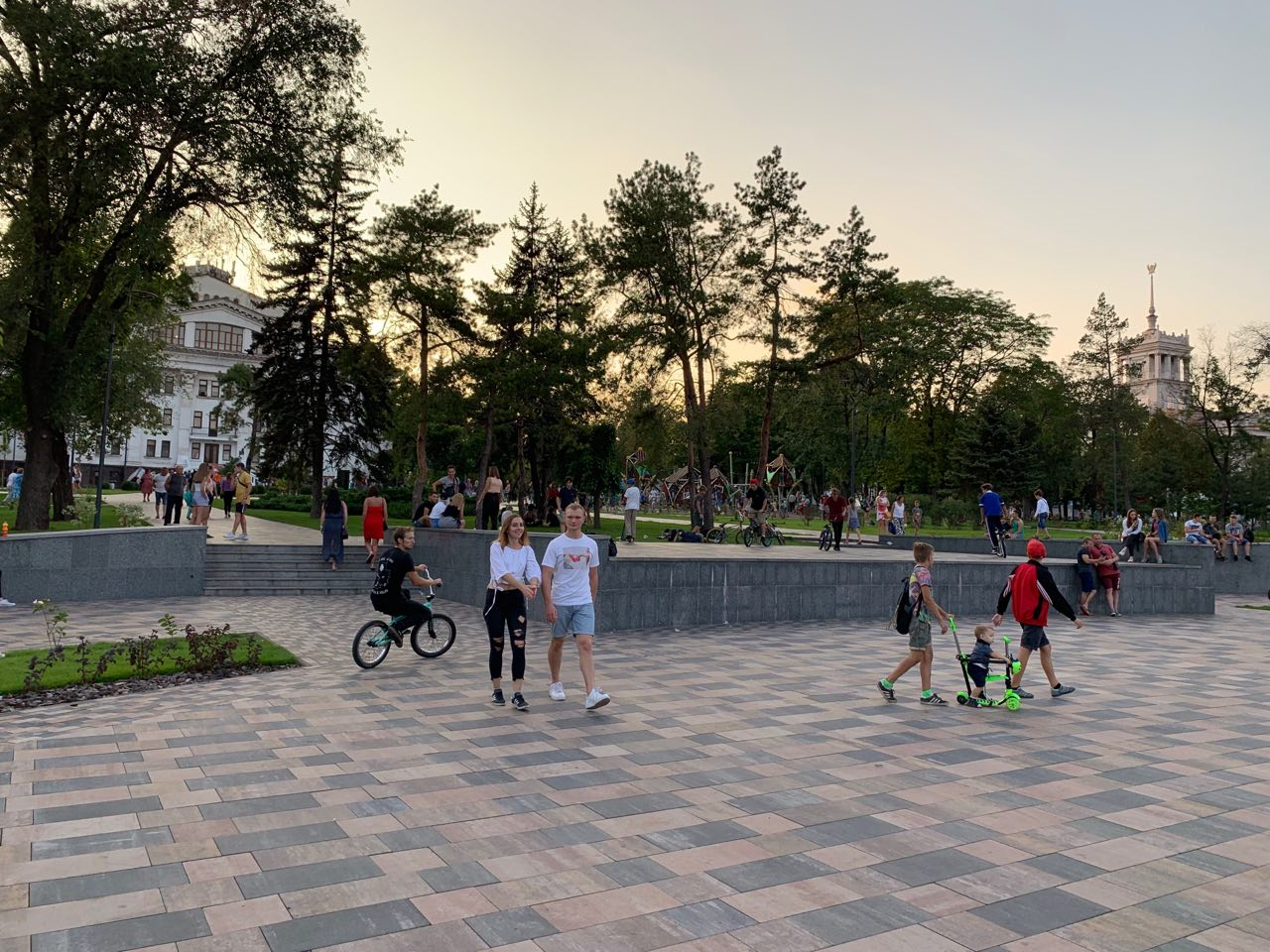
Театральний сквер.

Парки та сади Маріуполя — зелені насадження індустріального міста Маріуполь.

## Історія
Майже сто перших років існування міста в ньому не приділяли уваги зеленим насадженням на вулицях, садам і паркам. Заснування міста 1778 року і його повільне зростання прийшлося на етап кризи дворянської культури і занепаду садиб Російської імперії в 19 ст. А низький культурний і освітній рівень переселенців не сприяв ні садівництву, ні паркобудуванню.
Поліпшенням місто завдячує двом особам — письменникові Серафимовичу, що мешкав в Маріуполі як журналіст газети «Приазовский Край» та уродженцю Маріуполя Псалті Георгію Григоровичу, фаховому садівнику та агроному, що навчався у Франції.
Письменникові Серафимовичу Маріуполь запам'ятався порожнім від дерев. Це враження підтверджують і численні фото та поштівки на їх основі, створені на зламі 19-20 століть.
Після повернення із Франції отримані знання на практиці почав використовувати Георгій Псалті. Він домігся дозволу заснувати в Маріуполі приватну школу садівництва, де проводив навчання безкоштовно. Псалті створив ботанічний розплідник фруктових та декоративних дерев в місті (Самарина балка) і перепланував Міський сад на зразок відомих садів, також ініціював про ведення першого в місті Дня деревонасаджень, поведеного весною 1902 року. Тоді на вулицях Маріуполя одномоментно висадили одну тисячу сто (1100) декоративних дерев.
25 березня 1911 року Псалті провів через Думу Маріуполя створені ним «обов'язкові настанови про висадження дерев та їх охорону в Маріуполі». Згідно цього циркуляру домовласників міста зобов'язали «проводити власним коштом насадження дерев на вулицях та площах», а також перед спорудами, котрими ті володіли.
Довідкове видання російською «Вся Екатеринославская губерния» сповіщало, що у Маріуполі на 1913 рік вже існувало п'ять (5) доступних садів.

## Перелік парків, скверів і садів Маріуполя
- Міський сквер («Театральна площа»),
- Екстрим-парк (нові атракціони біля найбільшого в місті Палацу Культури Металургів). Заснований 2003 р.
- Лугопарк імені Гурова (колишній імені 200-річчя Маріуполя), лугопарк в долині річки Кальчик
- Зоопарк пр. Металургів, парк ім. Гурова
- Міський сад («Горсад», «Дитячий ЦПКіВ»),
- парк «Веселка», Лівобережний район,
- Парк імені Лепорського, Лівобережний район,
- Парк імені Петровського (біля сучасного стадіону імені Володимира Бойка та споруд баскетбольного клубу «Азовмаш») — у Кальміуському районі,
- Приморський парк — у Приморському районі міста на узвишші біля моря. Заснований 1977 р.
- Дитячий сквер поселення Аеродром. Сквер виник в поселенні Аеродром 1953 року у комплексі із радянською житловою забудовою[2]. Житловий масив забудували триповерхівками, кордон котрих був по вулиці Карпинського. Лише дві чотириповерхівки стануть відігравати роль архітектурного акценту району. Сквер для дітей та житловий район були серед перших, вибудованих у Кальміуському районі через 10 років по визволенню Маріуполя від німецьких загарбників[3].

## Галерея

Міськсад. Головний вхід.
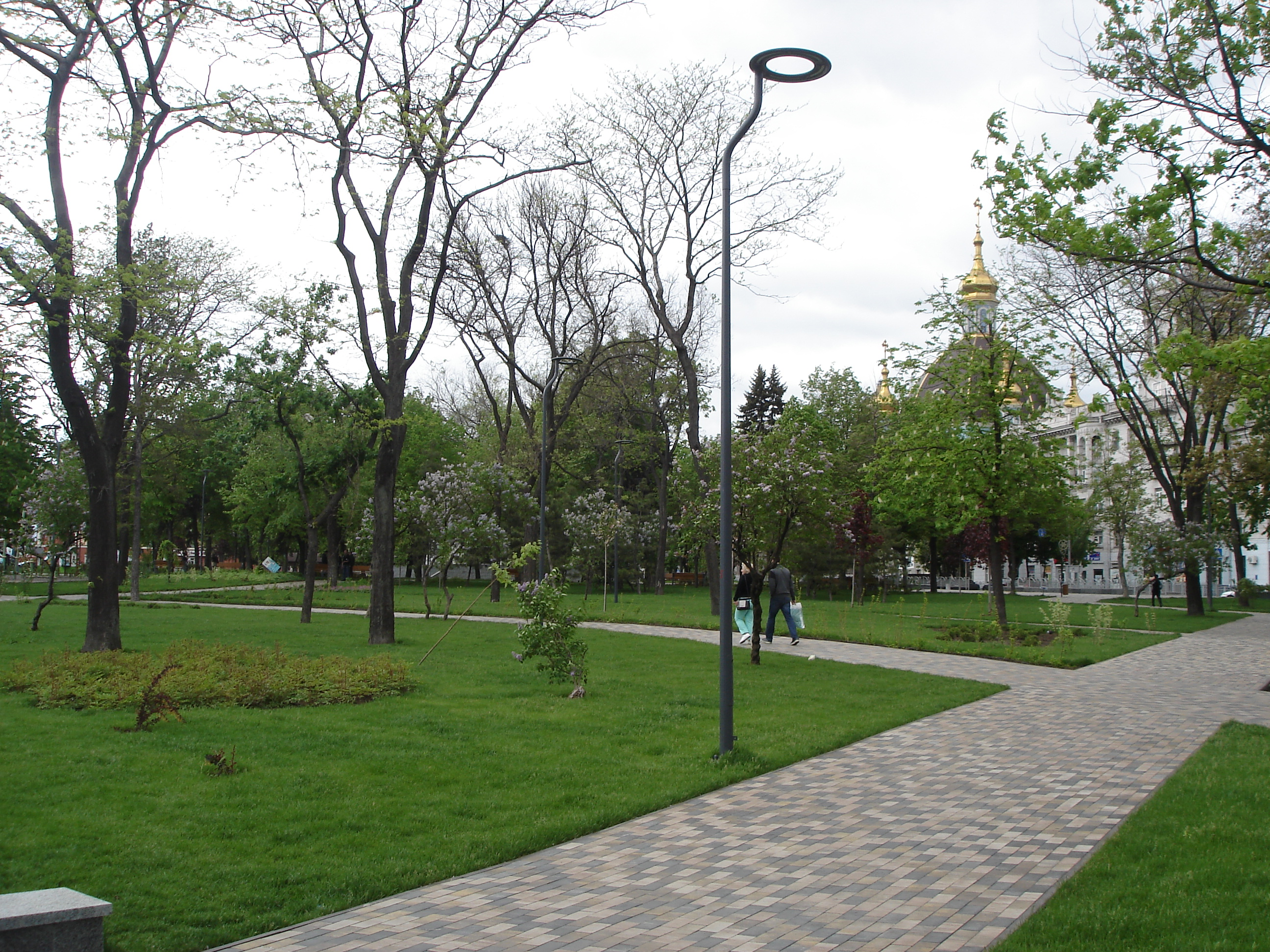
Театральний сквер.
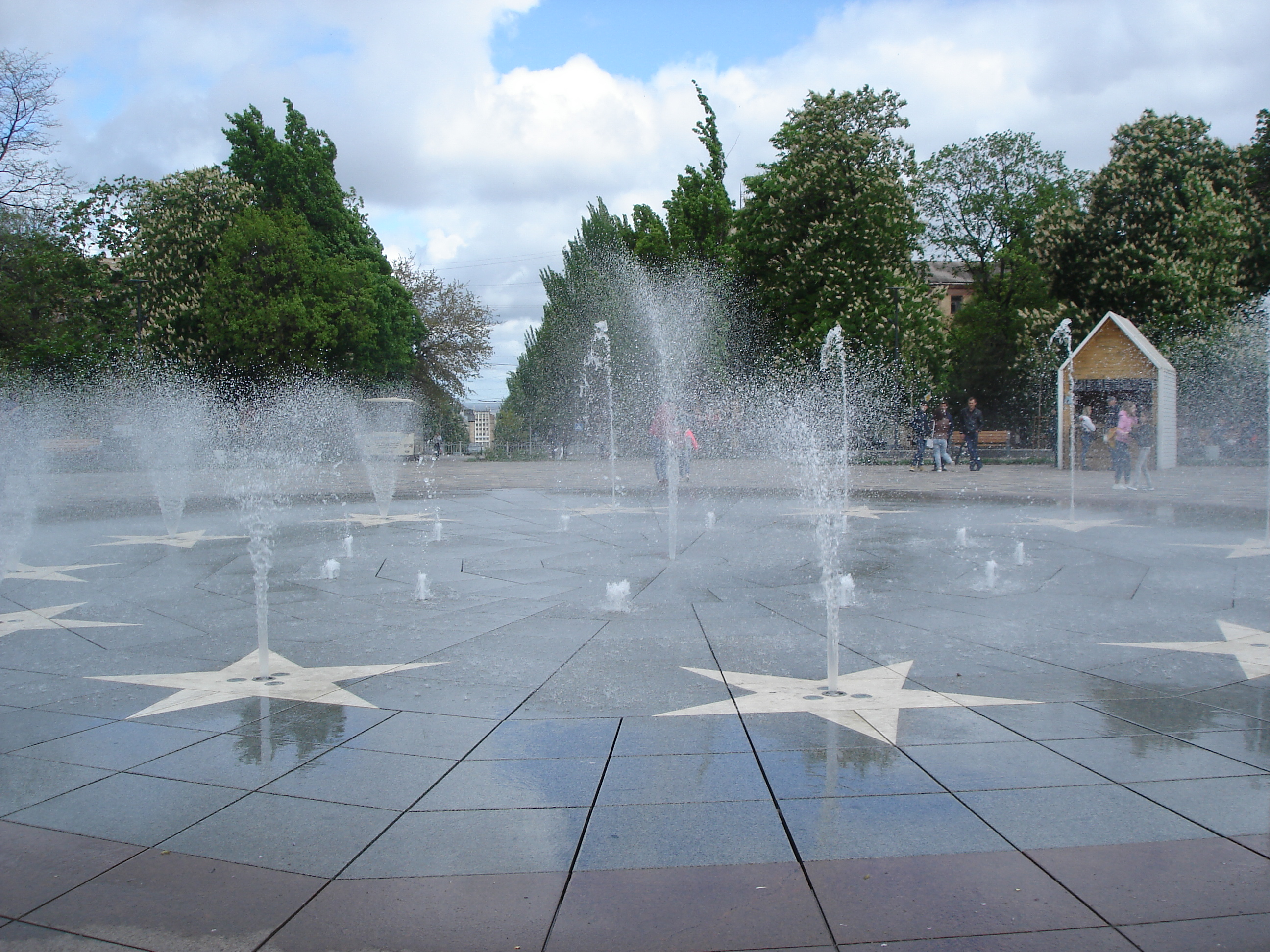
Театральний сквер. Діючий фонтан.
Міськсад. Літній кінотеатр.
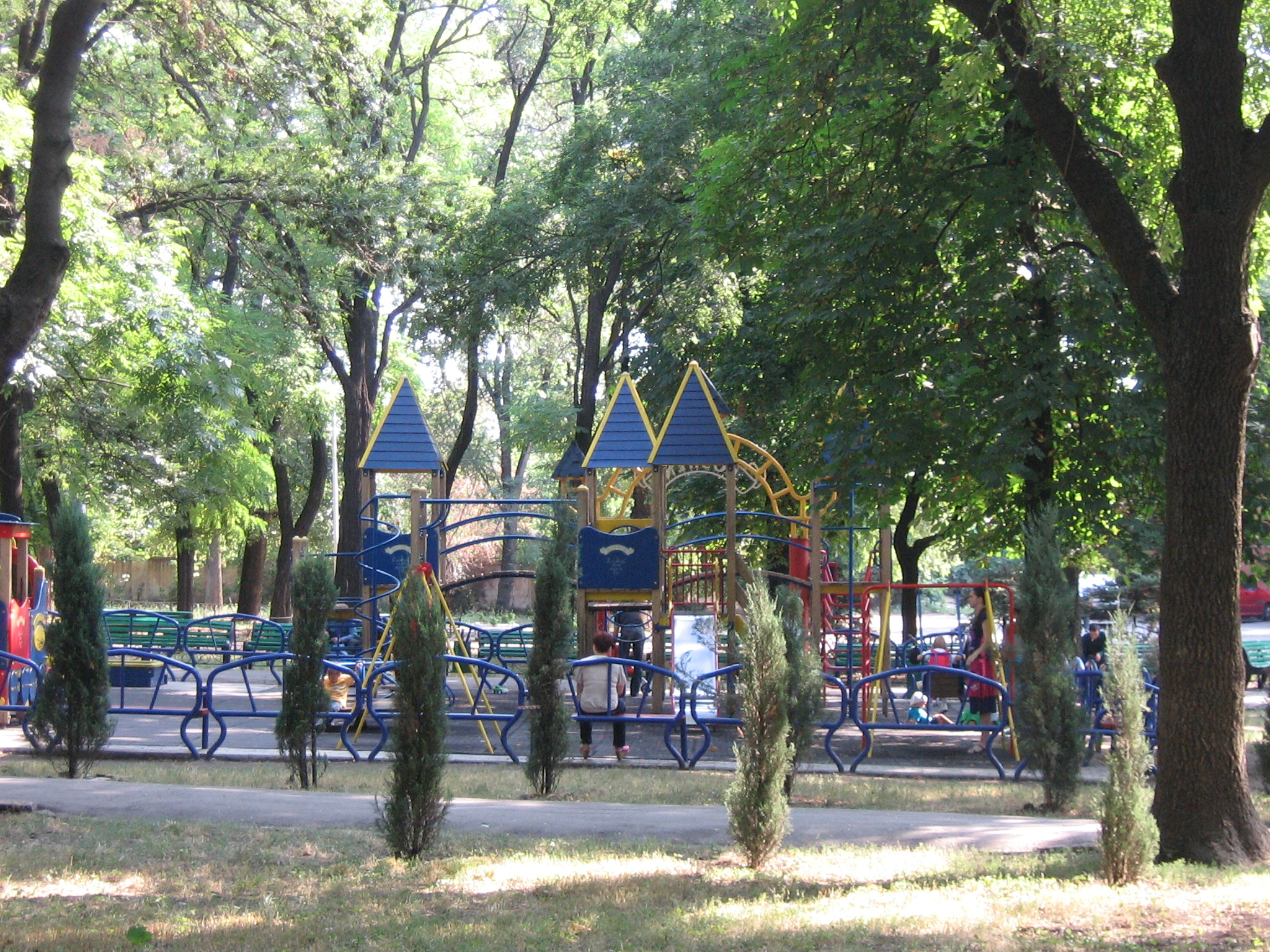
Міськсад. Дитячий майданчик
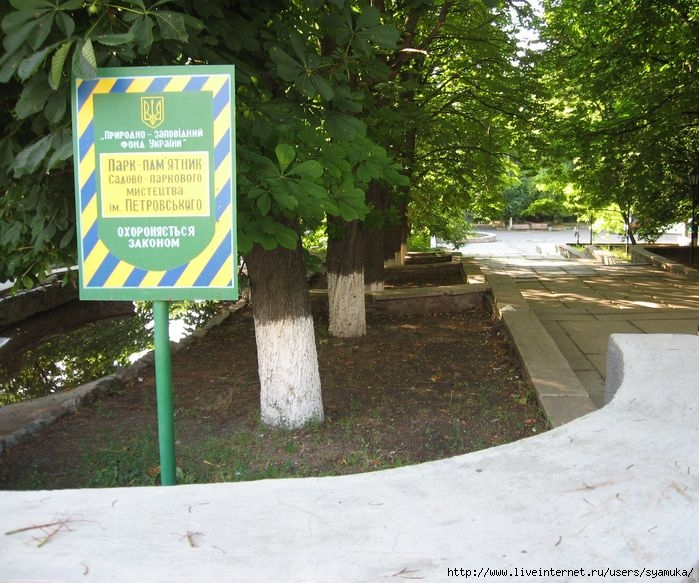
Колонада головного входу парку імені Петровського
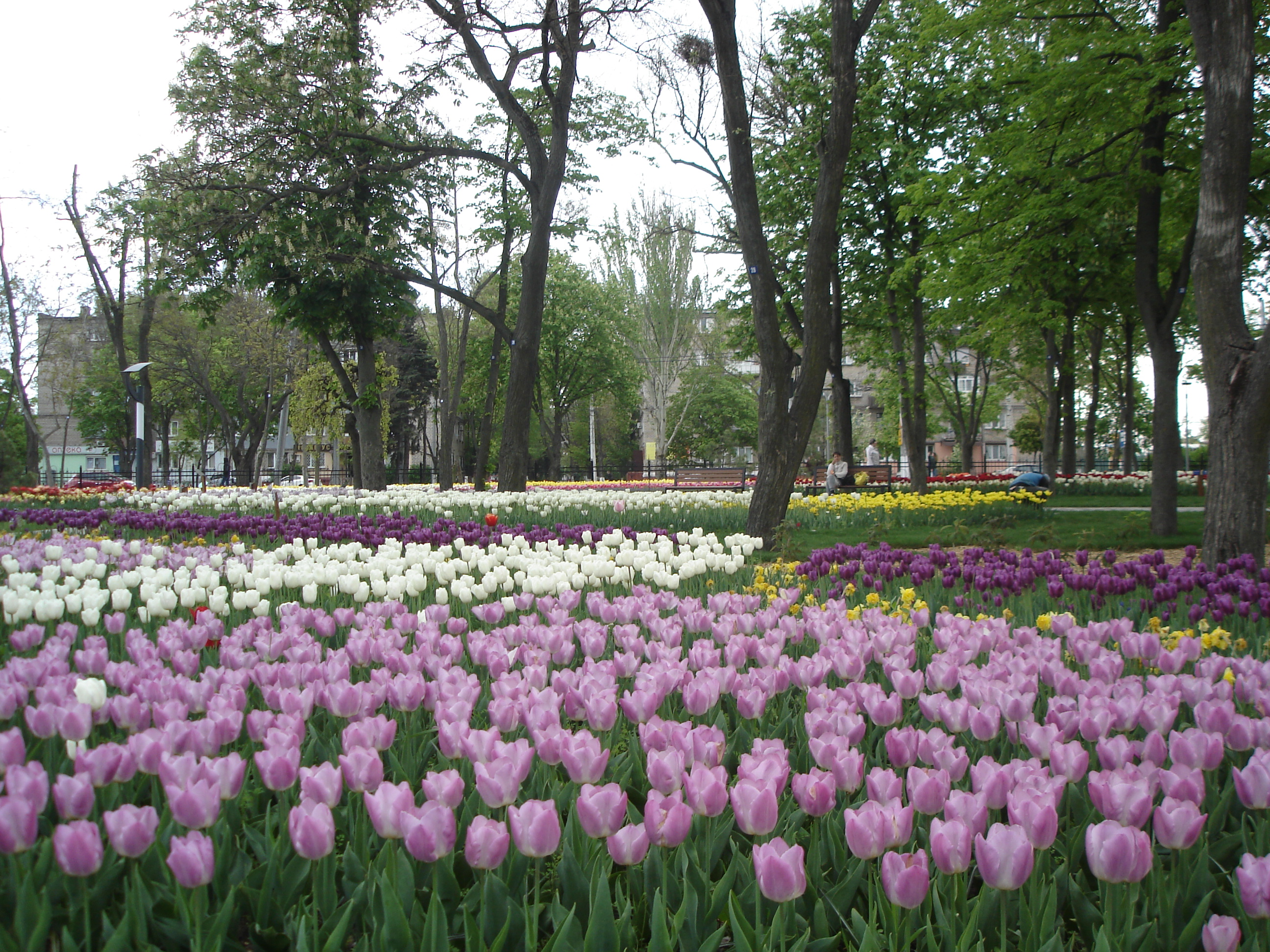
Парк «Веселка», Лівобережний район.
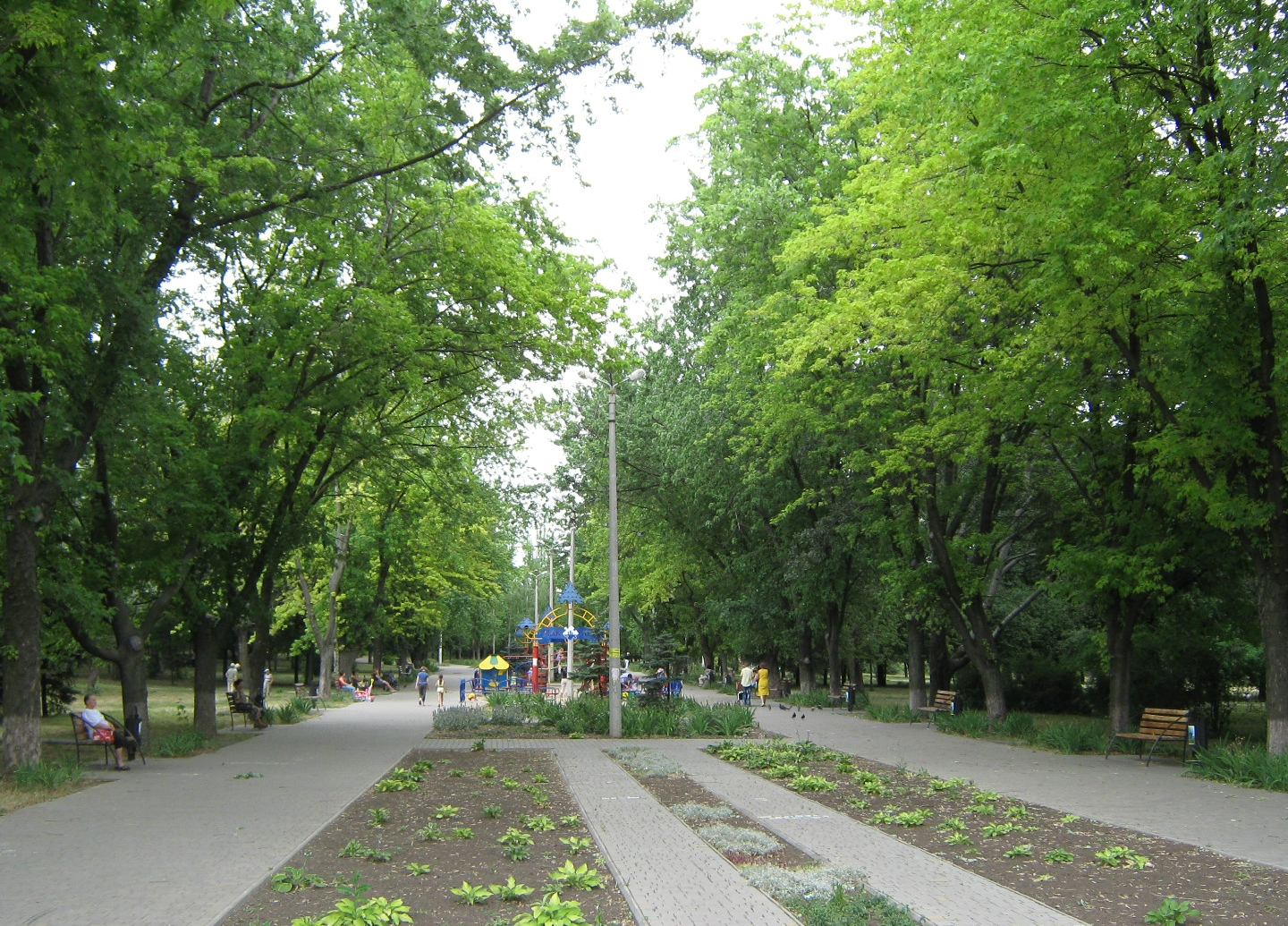
Парк 50-річчя Перемоги
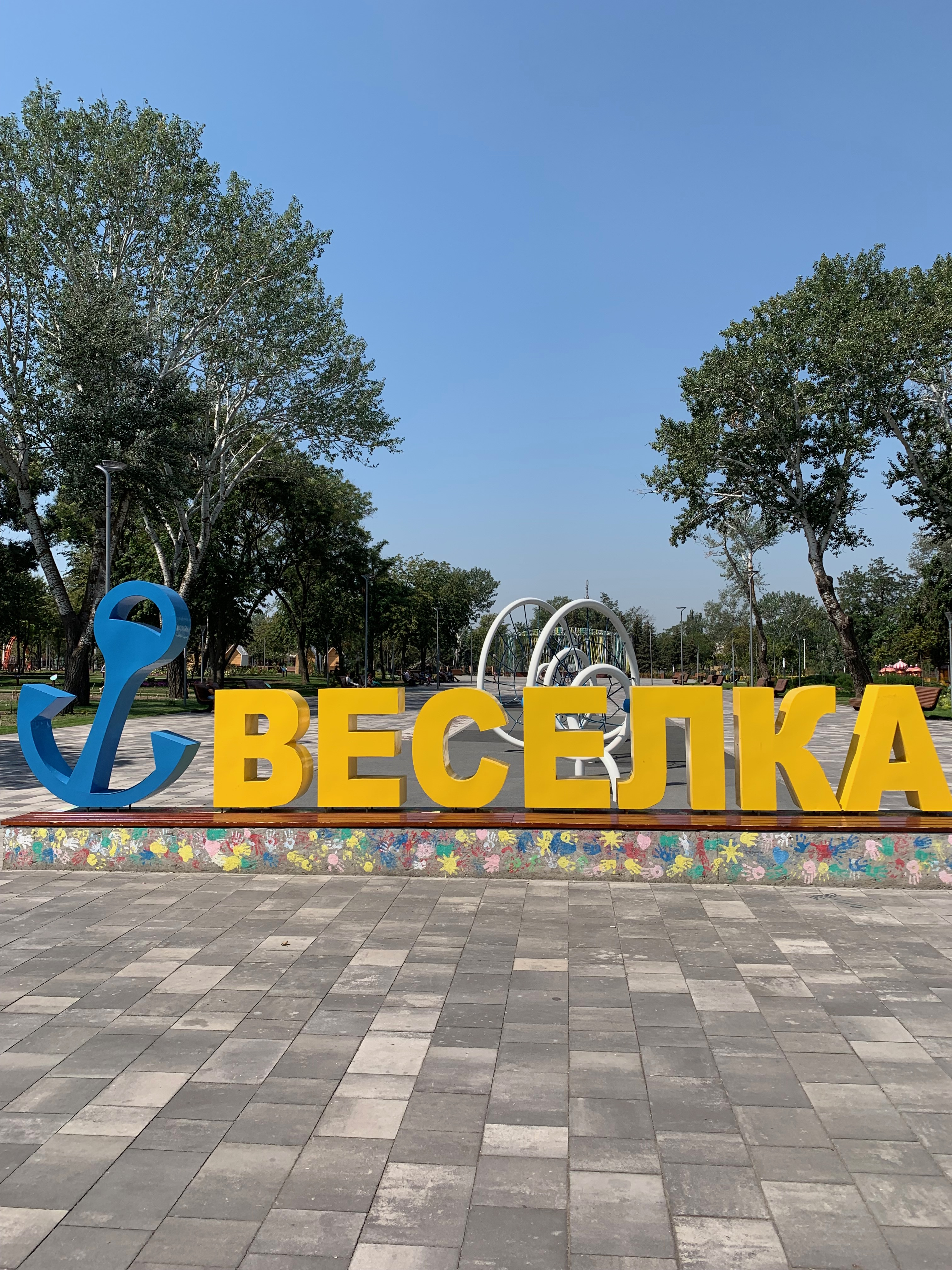
Парк «Веселка».
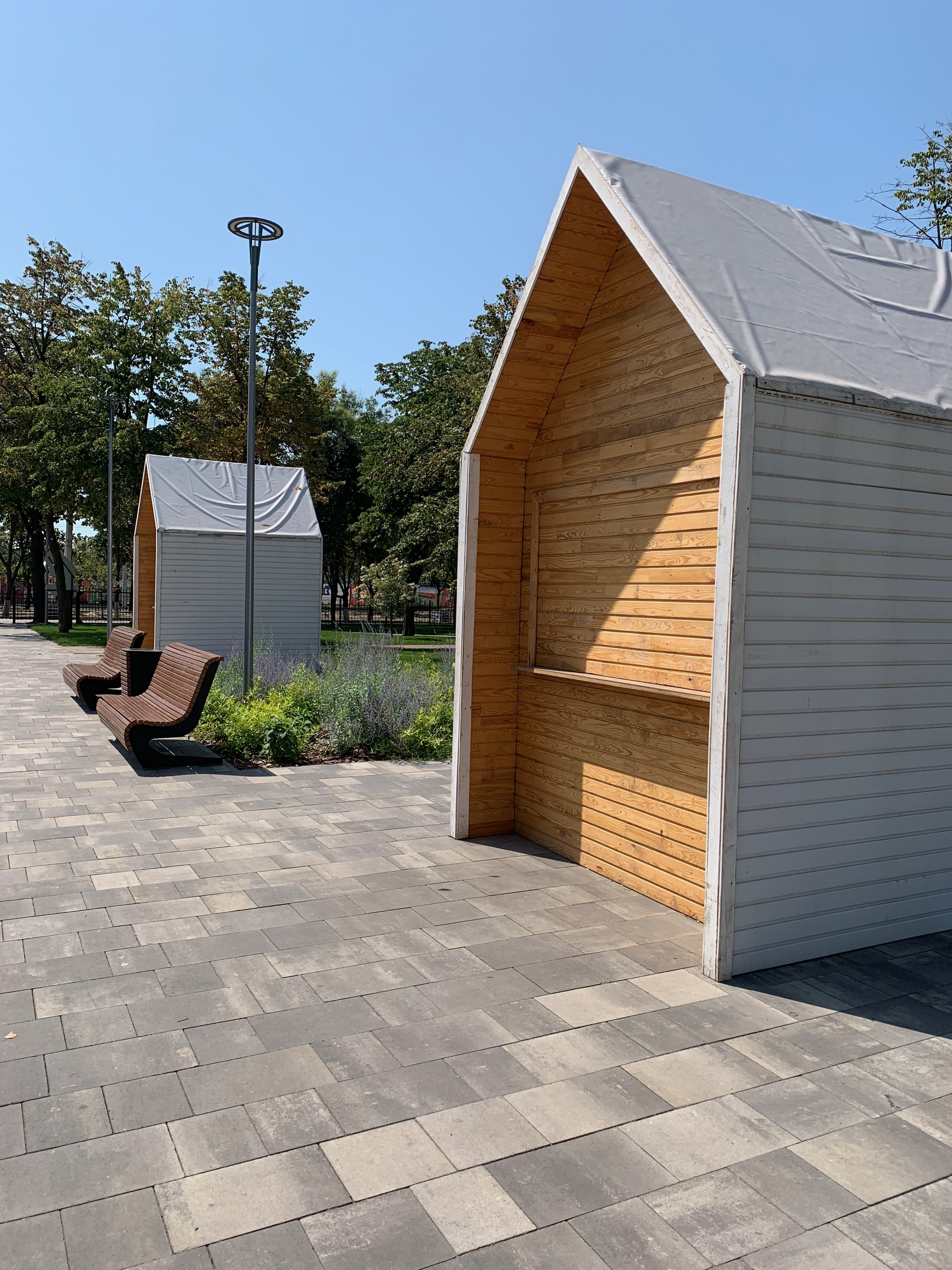
Кіоск у парку «Веселка».
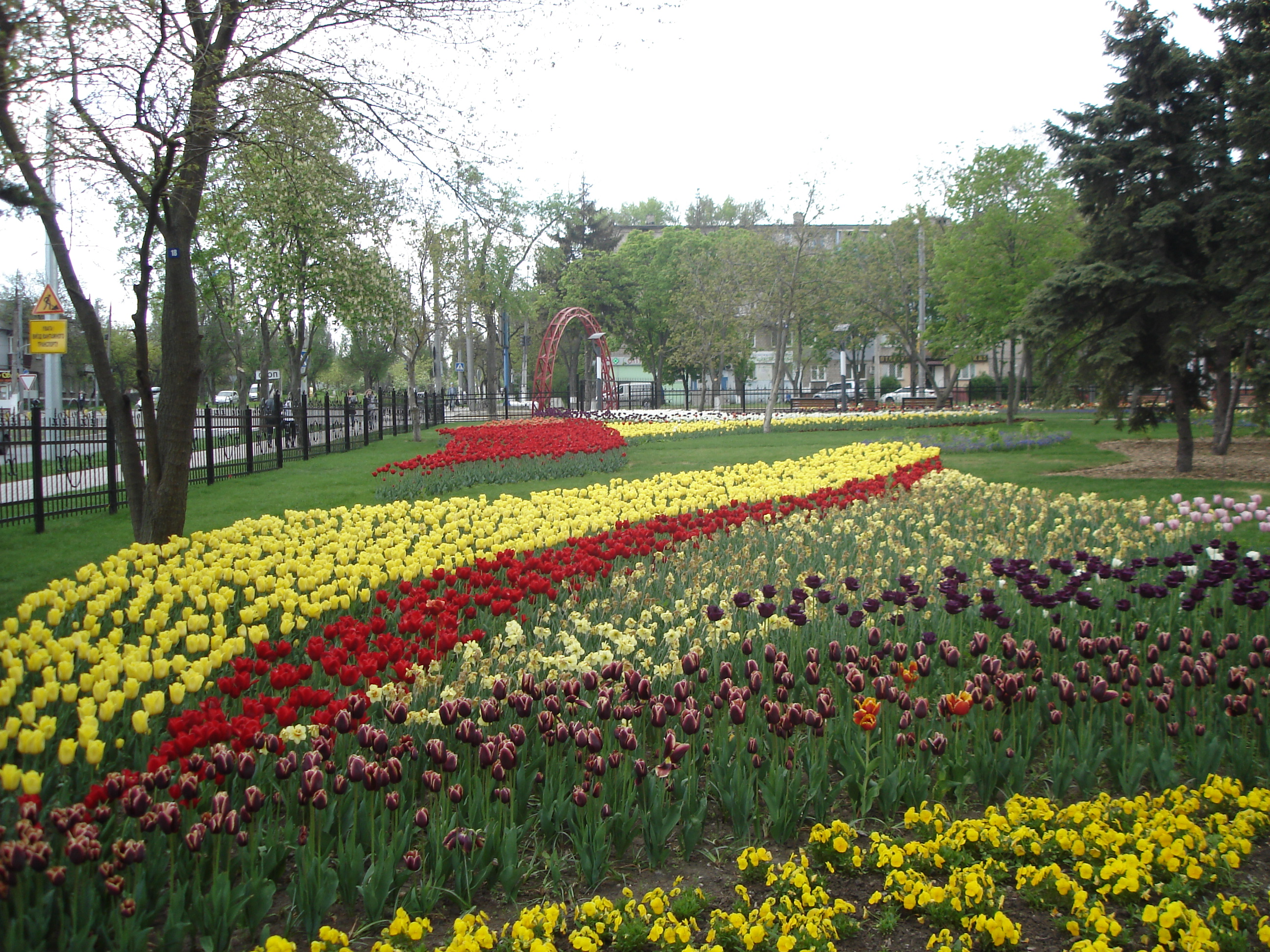
Парк «Веселка», біля вхідної брами.
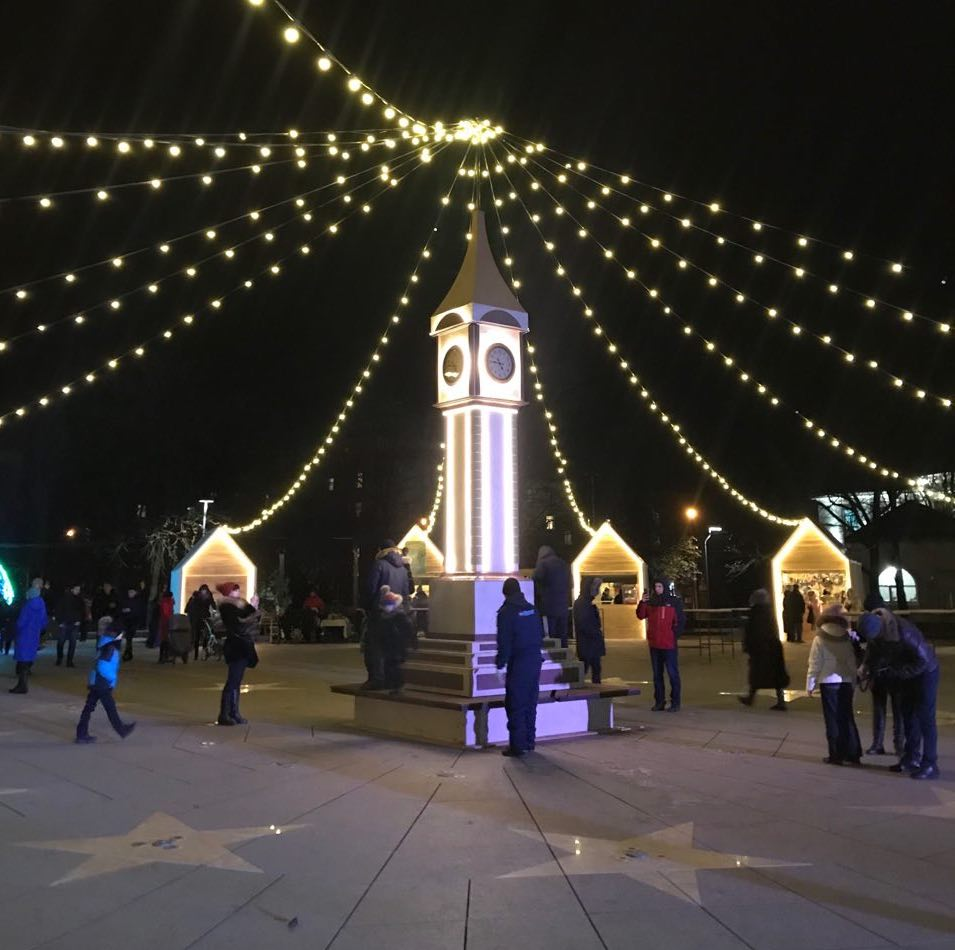
Новорічний ярмарок у Театральному сквері.

## Висновки ботанічної розвідки
Маріуполь, розташований в степовій зоні і без дерев і лісів, завдяки зусиллям агрономів і садівників отримав дерева з різних кліматичних зон і навіть других континентів, серед них дикі і декоративні, а також низку новітніх і садових форм, виведених в розплідниках та ботанічних садах. Серед диких і декоративних форм переважають —
- Тополі (близько 11 видів)
- Дуб білий
- Туя західна (Thuja occidentalis, походить з Північної Америки
- Лох сріблястий та вузьколистний (Elaeagnus angustifolia)
- В'яз або ільм
- Береза
- Каштан кінський, походить з Балкан
- Черемха
- Ялина, в тому числі смерека
- Платан східний (Platanus orientalis), походить з Балкан
- Акація, низка видів
- Липа, низка видів
- Сосна , низка видів
- Катальпа, походить з Північної Америки (Catalpa bignonioides)
- Верба вавилонська (Sálix babylónica))
- Клен, низка видів тощо.

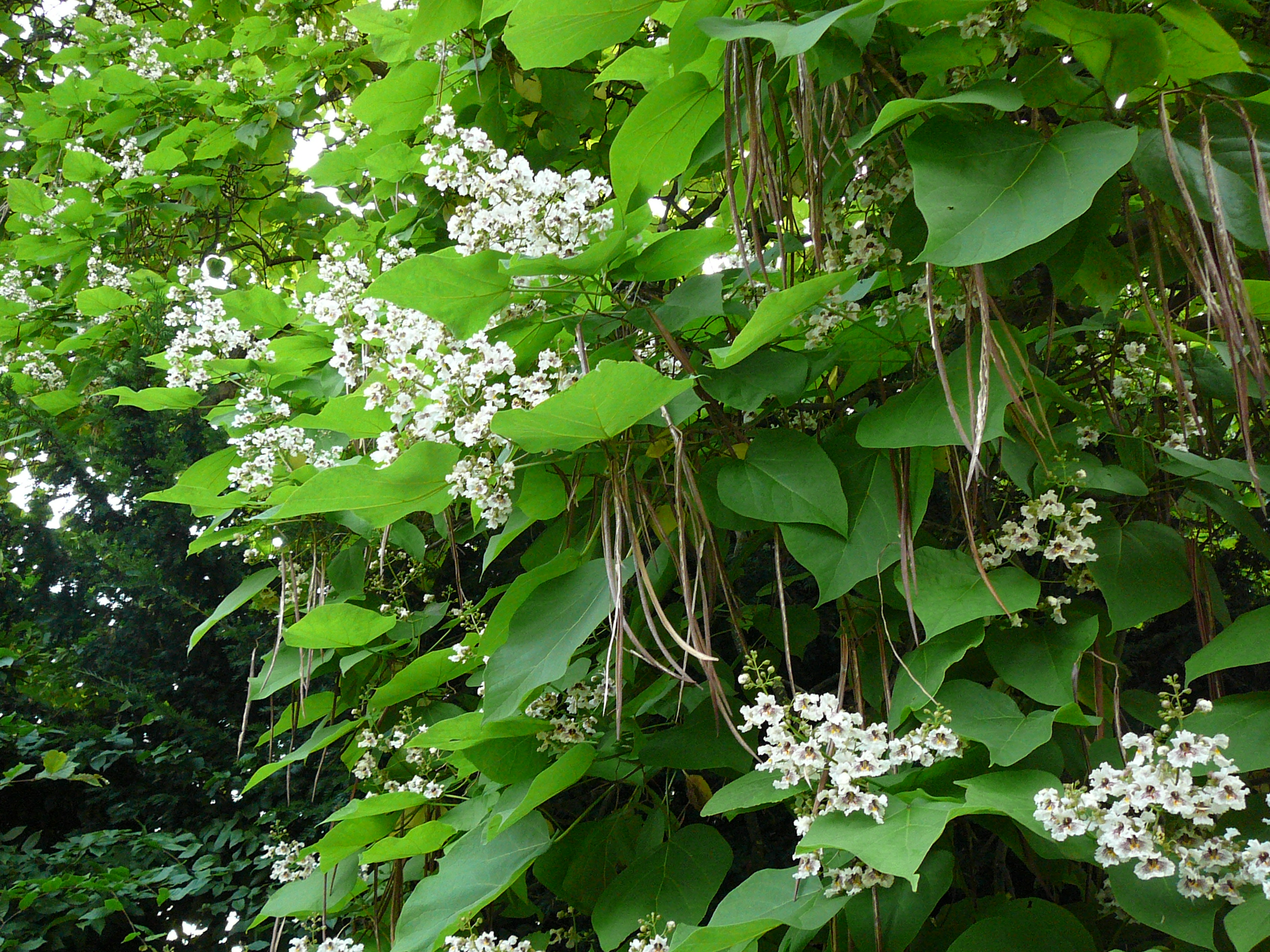
Катальпа, квіти і насіння
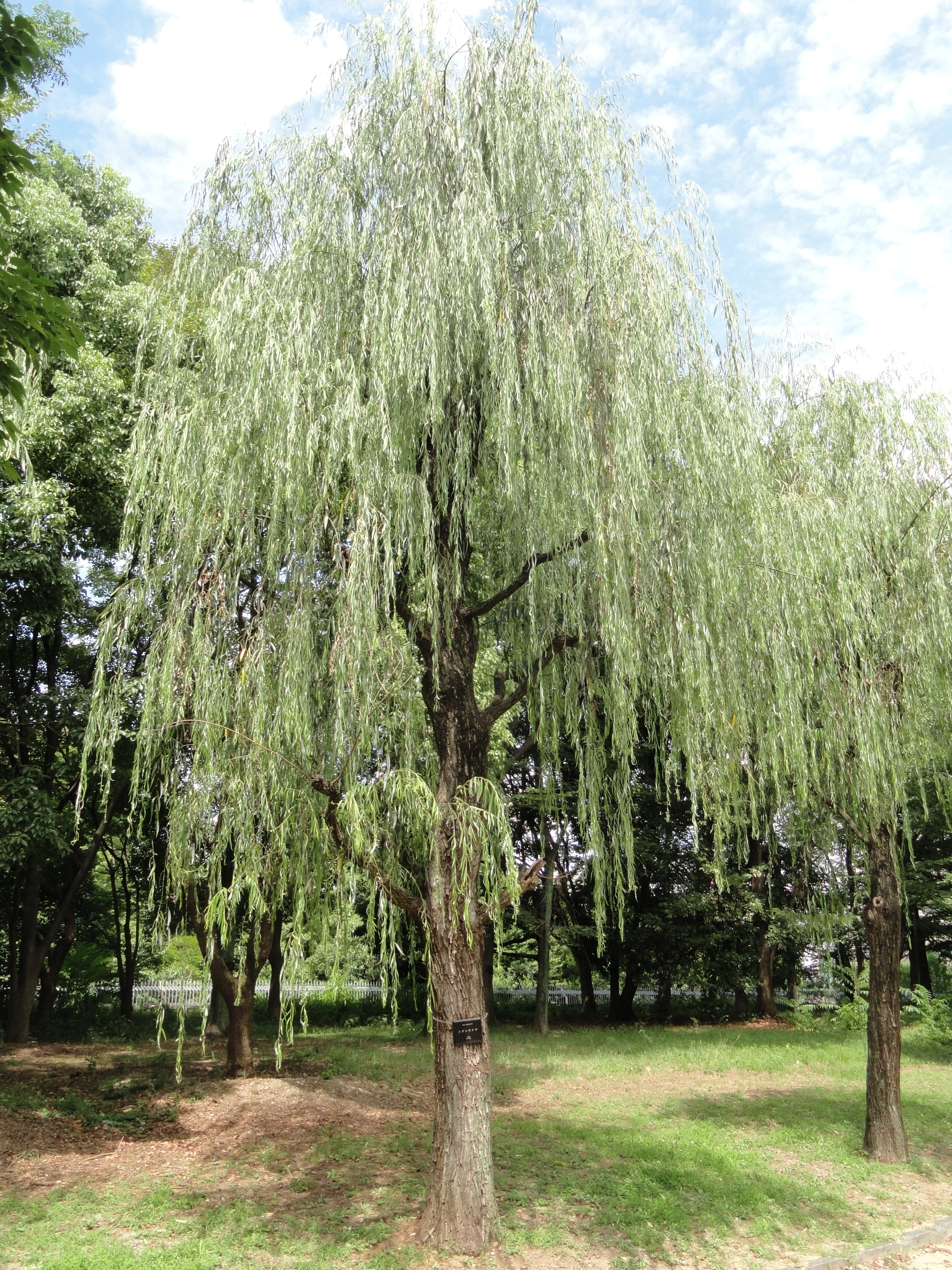
Верба вавилонська (Sálix babylónica))
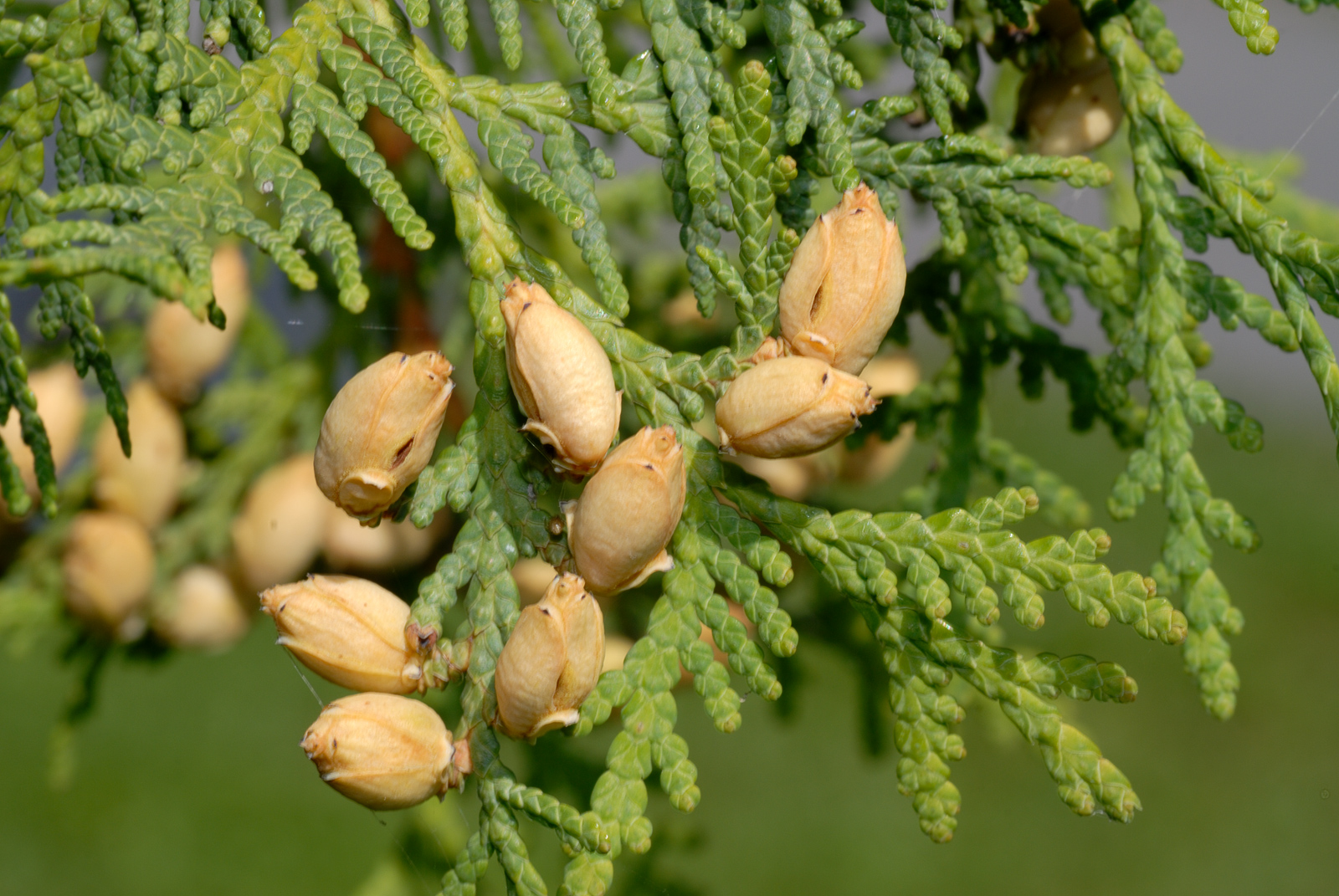
Туя західна, (Thuja occidentalis)
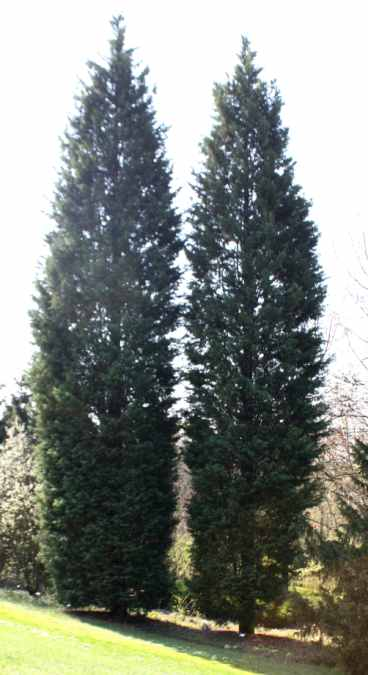
Туя західна, (Thuja occidentalis), дорослі дерева
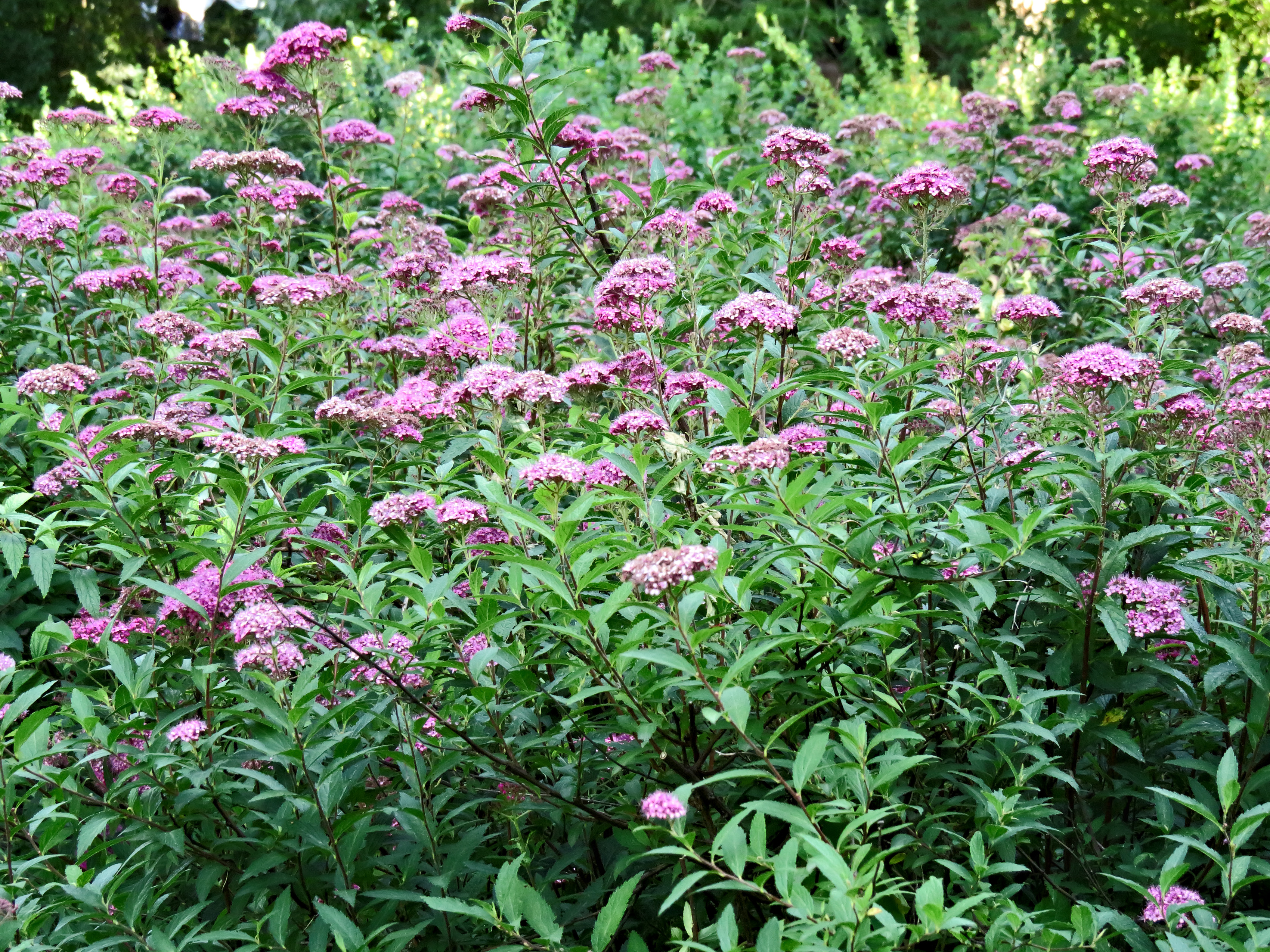
Спірея японська, квіти
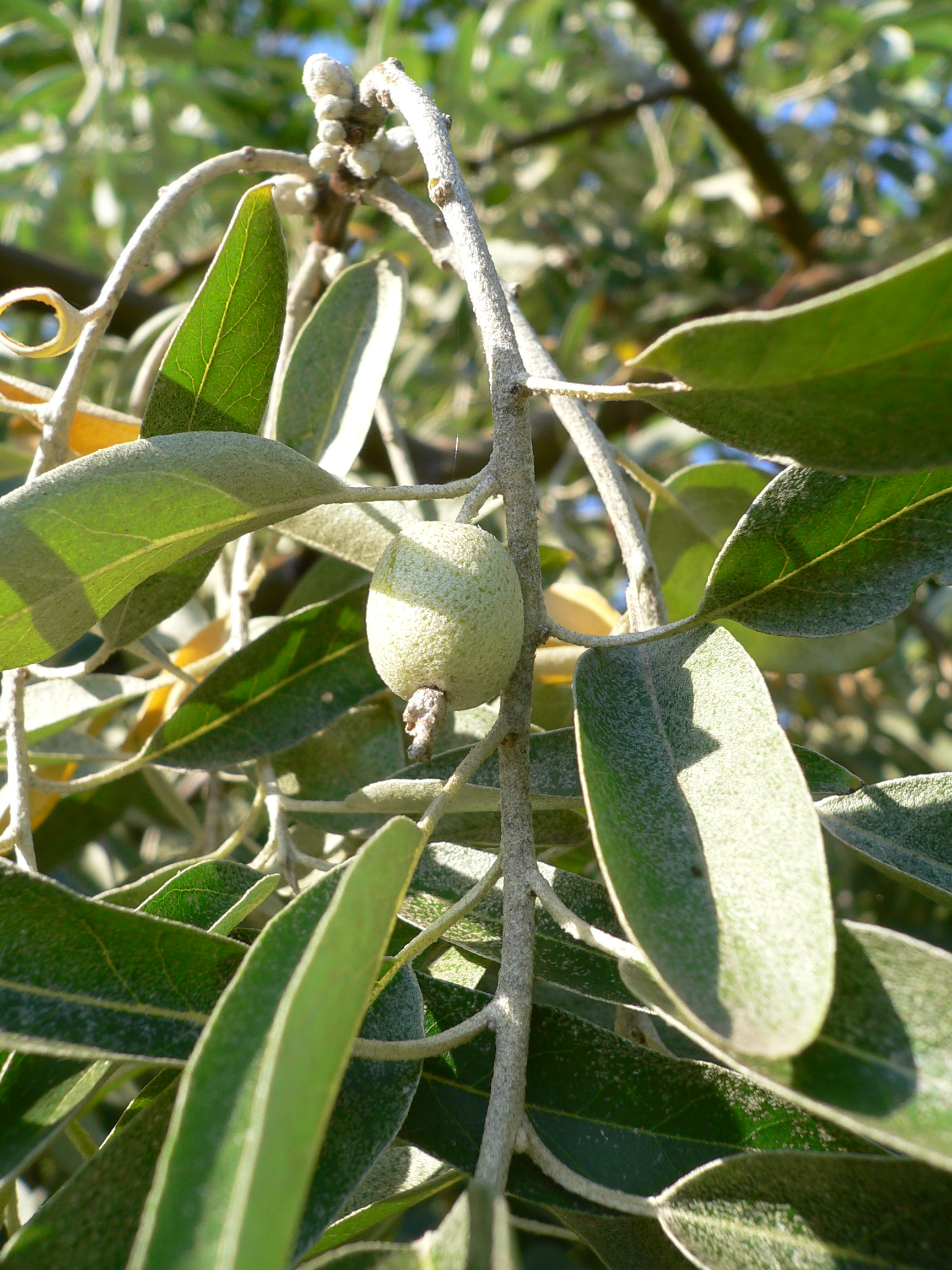
Лох вузьколистний (Elaeagnus angustifolia)
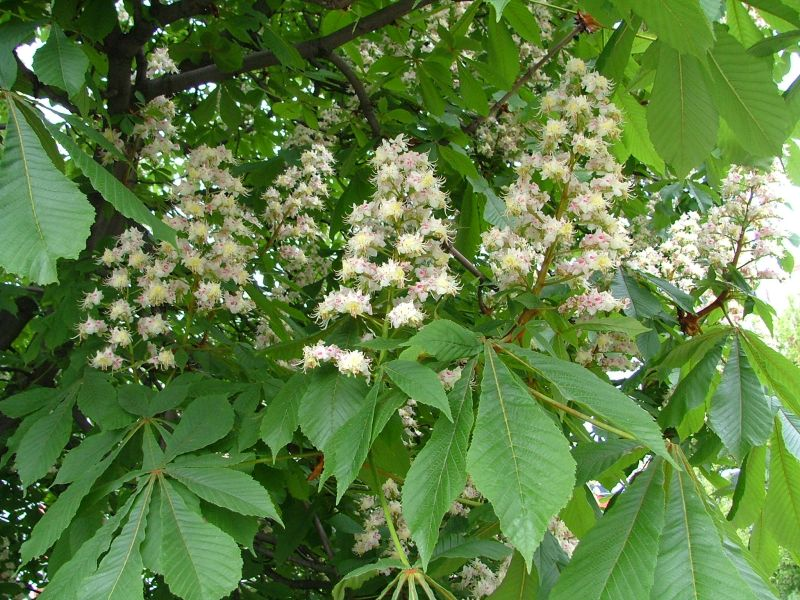
Каштан кінський, походить з Балкан
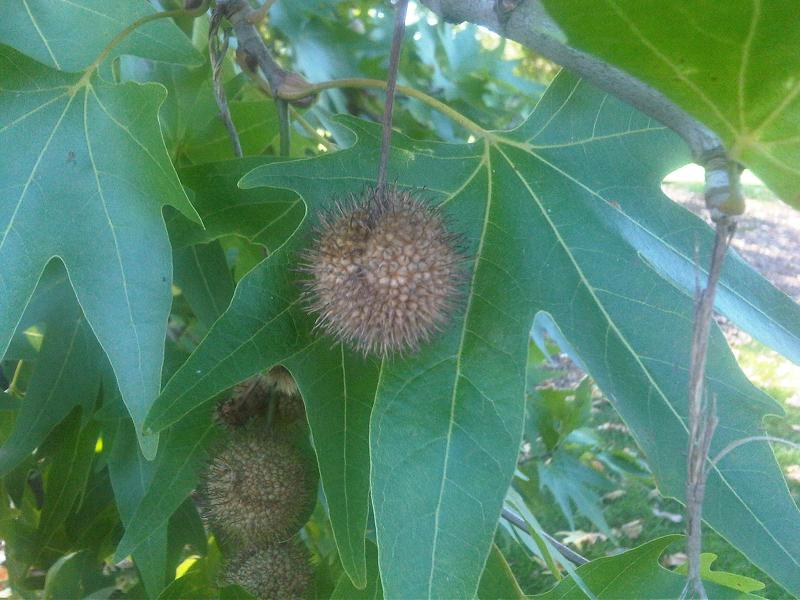
Платан східний
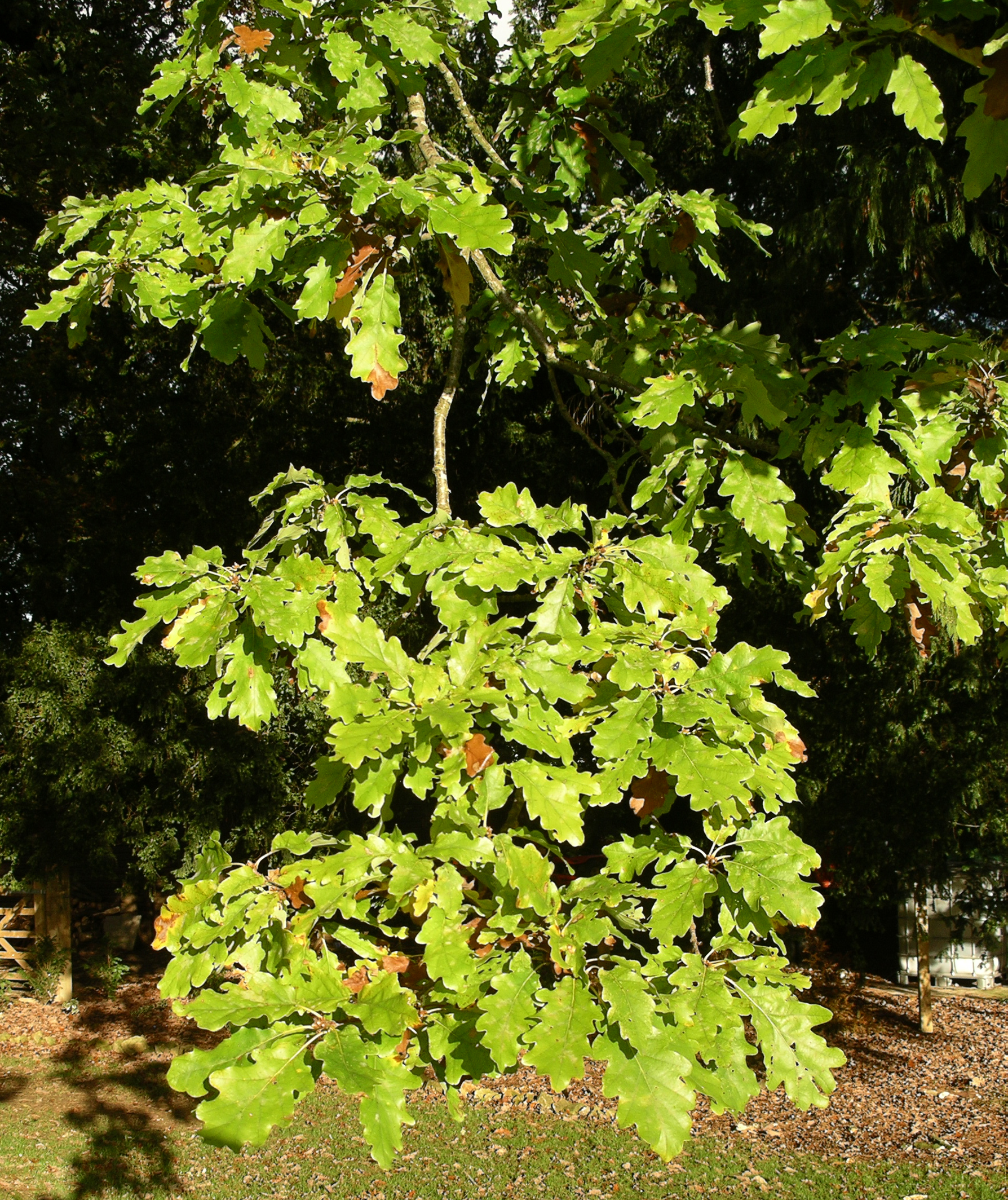
Дуб білий

Найближчий до Маріуполя ліс, закладений у 1834-1845 рр., має штучне, а не природне походження (Великоанадольський ліс).
Серед садових форм — вишні (низка сортів), яблуні (низка сортів), черешні (низка сортів), груші (низка сортів), сливи (низка сортів), персики (низка сортів), абрикоси (низка сортів), шовковиця (чотири сорти), волоські горіхи.
Не всі введення нових для краю рослин супроводжувались успіхом. Серед екологічних катастроф краю — масові розповсюдження рослин амброзія та повитиці, давно оголошені як карантинні бур'яни.